# S.W.A.T. (filme)
S.W.A.T. (br: S.W.A.T. - Comando Especial / pt: S.W.A.T. - Força de Intervenção) é um filme americano de ação, produzido em 2003 dirigido por Clark Johnson, sendo protagonizado por Samuel L. Jackson, Colin Farrell, Michelle Rodriguez e LL Cool J. É baseado na série de televisão de 1975 do mesmo nome. Foi produzido por Neal H. Moritz e lançado nos Estados Unidos em 8 de agosto de 2003.

## Sinopse
Jim Street (Colin Farrell), um ex-SEAL da Marinha dos EUA e policial do Departamento de Polícia de Los Angeles e sua equipe da SWAT são enviados para deter uma gangue de ladrões que tomaram conta de um banco. Seu parceiro e amigo próximo, Brian Gamble (Jeremy Renner) desobedece uma ordem para manter sua posição que envolve os ladrões de banco, acidentalmente ferindo um refém no processo. Gamble e Street são rebaixados pelo Capitão Fuller (Larry Poindexter), o comandante da Divisão Metropolitana de LAPD. Gamble abandona a força depois de uma intensa discussão com Fuller, e Street é retirado da equipe e enviado para trabalhar na "gaiola de armas", onde cuida do equipamento e das armas. Fuller oferece a Street a chance de voltar para a SWAT com a venda de Gamble, mas ele se recusa, embora as pessoas se recusem a confiar nele, já que sua decisão nunca foi tornada pública.
Seis meses após o incidente, o chefe da polícia chama o sargento Daniel "Hondo" Harrelson (Samuel L. Jackson) para ajudar a reorganizar o pelotão da SWAT. Hondo monta uma equipe diversificada, incluindo ele próprio, Street, Christina Sánchez (Michelle Rodriguez), Diácono Kaye (LL Cool J), TJ McCabe (Josh Charles) e Michael Boxer (Brian Van Holt). Os membros da equipe treinam juntos, eventualmente forjando laços de amizade. Como resultado, sua primeira missão para subjugar um atirador instável é um sucesso.
Enquanto isso, o traficante francês Alexander "Alex" Montel (Olivier Martinez) chega a Los Angeles e vai a um restaurante local para matar seu tio por reter o dinheiro da família dele. Ao dirigir-se ao aeroporto, oficiais uniformizados da polícia de Los Angeles param Montel por uma luz traseira quebrada e depois o detêm para obter uma identificação completa e positiva sobre ele; eles aprendem através da Interpol que ele é um fugitivo internacional procurado em mais de uma dúzia de países. Mas como Montel está sendo transferido para a prisão, seus associados, vestidos como policiais de LAPD, tentam resgatá-lo enquanto ele dirige o Departamento do Xerife do Condado de Los Angeles.ônibus. A equipe de Hondo chega a tempo de matar os dois pistoleiros e recapturar Montel. Enquanto Montel, sob escolta da SWAT, se aproxima da delegacia de polícia, repórteres se aglomeram ao redor deles, levando Montel a gritar para as câmeras que ele "daria 100 milhões de dólares para quem quer que o tire daqui". O LAPD faz planos para transferir Montel para a custódia federal. Eles inicialmente planejam viajar de avião, mas Gamble derruba o helicóptero com um rifle de alta potência. A polícia em seguida envia um grande comboio, que os membros de gangues atacam e descobrem ser um chamariz, ao mesmo tempo em que a equipe de Hondo está espantando Montel em dois SUVs. No entanto, enquanto dirigia Montel para a custódia federal, TJ estava conspirando com Gamble, e os dois conseguiram tirar Montel dos outros policiais, ferindo criticamente Boxer no processo.
Hondo e o resto de sua equipe perseguem uma batalha final contra o grupo de Gamble. Fuller depois informa que Gamble pretende tirar Montel dos Estados Unidos. Fuller despacha todos os policiais para o aeroporto de Hawthorne para impedir a fuga. Enquanto Hondo e sua equipe da SWAT correm pela cidade, eles observam um avião voando em altitudes mais baixas do que o normal e deduzem corretamente que o avião vai pousar na Ponte da Sexta Rua.e é esperado pelo Gamble. Eles decidem ir atrás do avião, pois as unidades disponíveis estão no aeroporto e não chegarão a tempo. Antes que o grupo de Gamble possa decolar, a equipe o intercepta, e um tiroteio acontece, matando os bandidos remanescentes de Gamble, apesar de ferir Sánchez. TJ comete suicídio por remorso por sua traição ao time e por não ser desonrado. Perseguições na rua Jogue embaixo da ponte e depois de uma luta corpo-a-corpo, inadvertidamente, mata-o, derrubando-o sob as rodas de um trem que passa. Fuller e o resto do LAPD chegam para cuidar de todo o resto. Fuller agradece a Hondo e sua equipe pelo sucesso, mas diz que o trabalho ainda não terminou, já que Montel ainda não estava sob custódia federal. Hondo e sua equipe entregam Montel a uma prisão federal para aguardar julgamento. No caminho de casa para Los Angeles,

## Elenco e personagens

### Principal
- Samuel L. Jackson como o Sargento Dan "Hondo" Harrelson[2]
- Colin Farrell como Oficial James "Jim" Street[2]
- Michelle Rodriguez como Oficial Christina "Chris" Sanchez[2]
- LL Cool J como Oficial David "Deke" Kay[2]
- Olivier Martinez como Alexander "Alex" Montel[2]
- Jeremy Renner como Oficial Brian Gamble[2]
- Josh Charles como Oficial Travis Joseph "TJ" McCabe
- Brian Van Holt como Oficial Michael Boxer
- Ken Davitian como Martin Gascoigne[2]
- Reg E. Cathey como o Tenente Greg Velasquez
- Larry Poindexter como o Capitão Thomas Fuller[2]
- Page Kennedy como Travis
- Domenick Lombardozzi como GQ[2]
- Jeff Wincott como Ed Taylor[2]

### Recorrentes
- James DuMont como Gus
- Denis Arndt como Sargento Howard
- Lindsey Ginter como Agente Hauser
- Lucinda Jenney como Kathy
- E. Roger Mitchell como Agente Kirkland

Os atores da série original Steve Forrest e Rod Perry também fazem aparições. Forrest dirige a van da equipe enquanto Perry, que interpretou Deacon Kay, serve como pai de Kay.

## Produção
Michael Bay, Rob Cohen, Antoine Fuqua, Michael Mann, Joel Schumacher, Tony Scott, Zack Snyder, Roger Spottiswoode e John Woo foram todos abordados para dirigir o filme antes de Clark Johnson assinar. Eles passaram porque estavam todos ocupados com outros projetos.
Mark Wahlberg foi a primeira escolha para o papel de Jim Street, mas recusou em favor do papel principal no The Italian Job. Paul Walker foi originalmente escalado e até começou a treinar para o papel, mas teve que desistir devido a filmar em 2 Fast 2 Furious. Colin Farrell acabou por substituí-lo. Vin Diesel foi oferecido para jogar Deacon "Deke" Kaye, mas passou porque ele estava em produção com o The Chronicles of Riddick e LL Cool J foi então escalado. Em um ponto durante os primeiros estágios de desenvolvimento, Arnold Schwarzenegger foi considerado para o papel de Dan "Hondo" Harrelson, mas ele recusou e Samuel L. Jackson aceitou o papel.
O assalto a banco na abertura do filme foi coreografado para se parecer com o tiroteio de 1997 em North Hollywood.

## Música
Elliot Goldenthal compôs a trilha sonora.

## Lançamento em outras mídias

### Doméstico
A SWAT viu um lançamento nacional na América do Norte tocando em 3.202 cinemas, no fim de semana de 8 de agosto de 2003.
O filme foi lançado no Japão no final de semana de 27 de setembro de 2003 e no Reino Unido, no final de semana de 5 de dezembro de 2003.

### Mídia
O filme foi lançado em DVD como SWAT Widescreen Special Edition em 30 de dezembro de 2003 e em Blu-ray Disc em 19 de setembro de 2006.

## Recepção

### Bilheteria
No final de sua bilheteria, a SWAT arrecadou US $ 116.934.650 na América do Norte e US$ 90.790.989 em outros territórios, resultando em US$ 207.725.639 em todo o mundo bruto.
Em seu fim de semana de estréia, o filme arrecadou 37.062.535 dólares em 3.202 cinemas, com média de 11.574 dólares por teatro e número 1, o maior mercado em outros territórios: Japão, Reino Unido, Espanha e Alemanha, onde arrecadou US$ 16,9 milhões. , US$ 9,7 milhões, US$ 7,1 milhões, US$ 6,47 milhões, respectivamente.

### Resposta da Crítica
A recepção do filme foi mista. No Rotten Tomatoes, o filme tem uma classificação "Rotten" de 48%, com base em 165 avaliações, com uma classificação média de 5,4/10. O consenso do site diz: "Um thriller policial competente, mas rotineiro"." Em Metacritic, o filme tem uma pontuação de 45 de 100, baseado em 35 críticos, indicando "Comentários mistos ou médios".
O crítico de cinema Roger Ebert, do Chicago Sun-Times, deu à SWAT uma classificação favorável de três estrelas, bem como um sinal positivo em At the Movies. Ele elogiou os personagens, o diálogo e as seqüências de ação que ele achava verossímeis.

## Prêmios e indicações
| Prêmio BET Awards               | Melhor Ator                                                | Samuel L. Jackson                             | Indicado |
| Prêmio Black Reel Awards        | Melhor Filme                                               | S.W.A.T.                                      | Indicado |
| California on Location Awards   | Profissional do local do ano - características             | Mark Benton Johnson (compartilhado com Holes) | Venceu   |
| Irish Film & Television Academy | Melhor Ator em um Papel Principal - Filme (Prêmio do Júri) | Colin Farrell                                 | Indicado |
| MTV Movie Awards Mexico         | Melhor Colin Farrell em um filme                           | S.W.A.T.                                      | Venceu   |

## Sequências

### Filmes
Um filme direto para o vídeo intitulado S.W.A.T.: Firefight saiu em 2011. Nenhum dos atores principais reprisou seus papéis. O filme foi recebido mal. Um segundo filme direto para o vídeo intitulado S.W.A.T.: Under Siege foi lançado em 2017.

### Séries de televisão
Em fevereiro de 2017, a CBS encomendou um piloto baseado no filme com Justin Lin, Shawn Ryan e Moritz como produtores. Stephanie Sigman , Shemar Moore e Jay Harrington irão estrelar a série. Lin foi anunciado para dirigir o piloto.